# Jan Thiel (Curaçao)
Jan Thiel is een zoutmeer en een plaats op Curaçao. Het bevindt zich ongeveer 8 km zuidoostelijk van Willemstad. Jan Thiel was oorpronkelijk een zoutplantage. Het gebied rond het zoutmeer is natuurgebied, maar het restant inclusief het gebied rond de Jan Thielbaai is verkaveld, en bestaat uit hotels en appartementen. Administratief valt Jan Thiel onder Spaanse Water.

## Geschiedenis
Rond 1700 werd het gebied gekocht als zoutplantage Damasco. De natuurlijke lagune werd afgedamd waardoor, na verdamping, zout kon worden gewonnen. In 1737 werd de plantage door Jozef Penso gekocht van Jan Thielen, en naar hem vernoemd. Behalve zout werden er ook andere producten zoals indigo verbouwd, en gedurende de 20e eeuw sinaasappels. Tot 1975 werd er zout gewonnen. In 1978 werd de plantage gekocht door het Algemeen Pensioenfonds Nederlandse Antillen (nu: Stichting Pensioenfonds Caribisch Nederland). In 1992 werd het gebied verkaveld en verkocht, maar het gebied rond het zoutmeer is onbebouwd gebleven, en natuurgebied geworden.

## Zoutmeer
Het zoutmeer is vrij te bezichtigen en trekt vele vogelsoorten aan waaronder rode flamingo's. Er is een tien kilometer lange route langs het meer aangelegd, en het is mogelijk van de Jan Thielbaai naar het Curaçao Sea Aquarium te lopen. Langs het meer bevinden zich de ruïnes van opzichtershuisjes, een kalkoven, en een zoutschuur met stortbakken. In 2008 kreeg het zoutmeer en omringende gebied een monumentenstatus.

## Jan Thielbaai en hotels
In het gebied rond de Jan Thielbaai bevinden zich veel hotels en appartementen, en is een toeristische trekpleister geworden. Rond de baai bevinden zich privé-stranden, clubs, restaurants, en een duikschool. Het Landhuis Jan Thiel, het voormalige plantagehuis waar de eigenaar tot 1980 had gewoond, is een hotel geworden, en is omringd door een grote tuin.

## Galerij

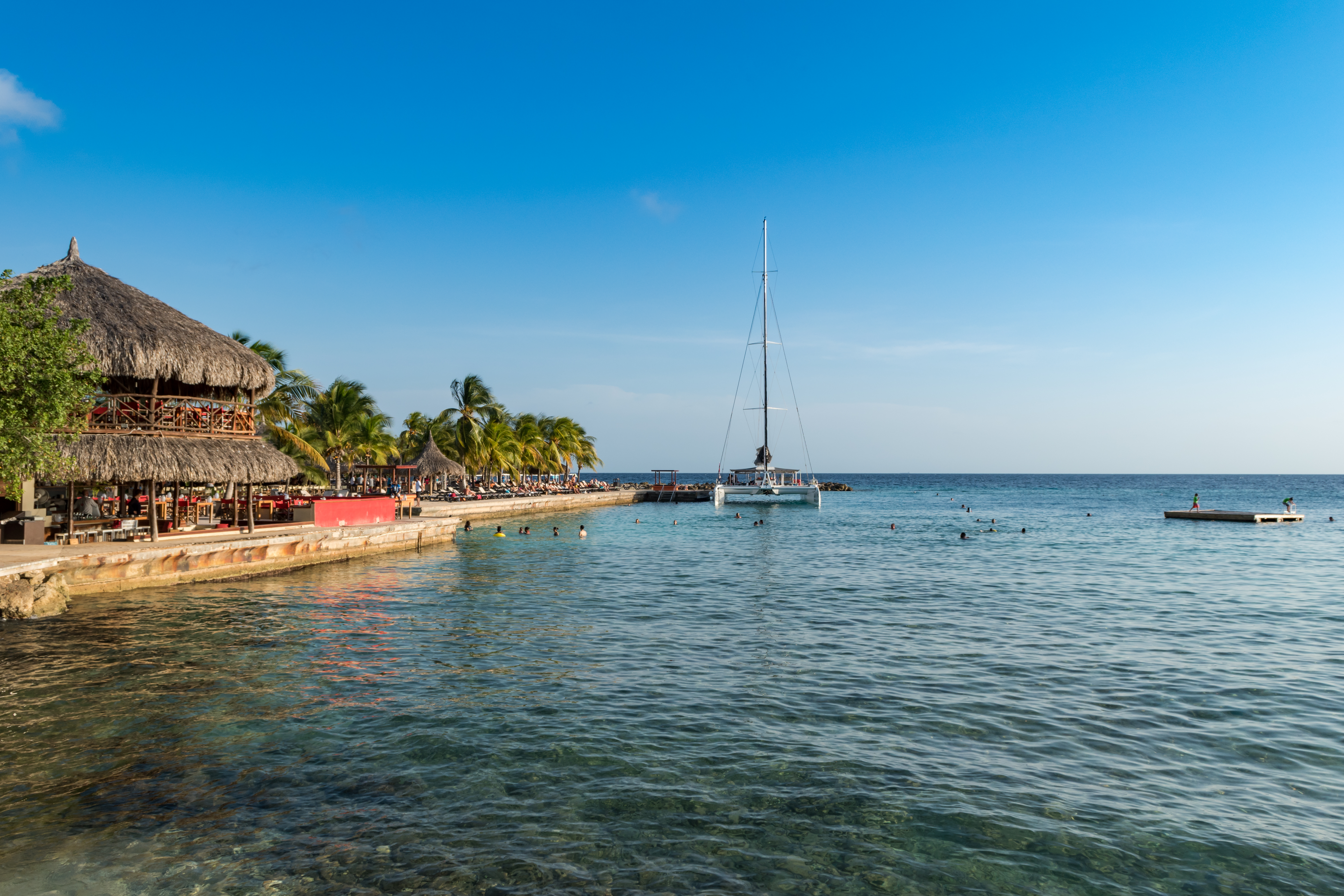
Strand van Jan Thiel
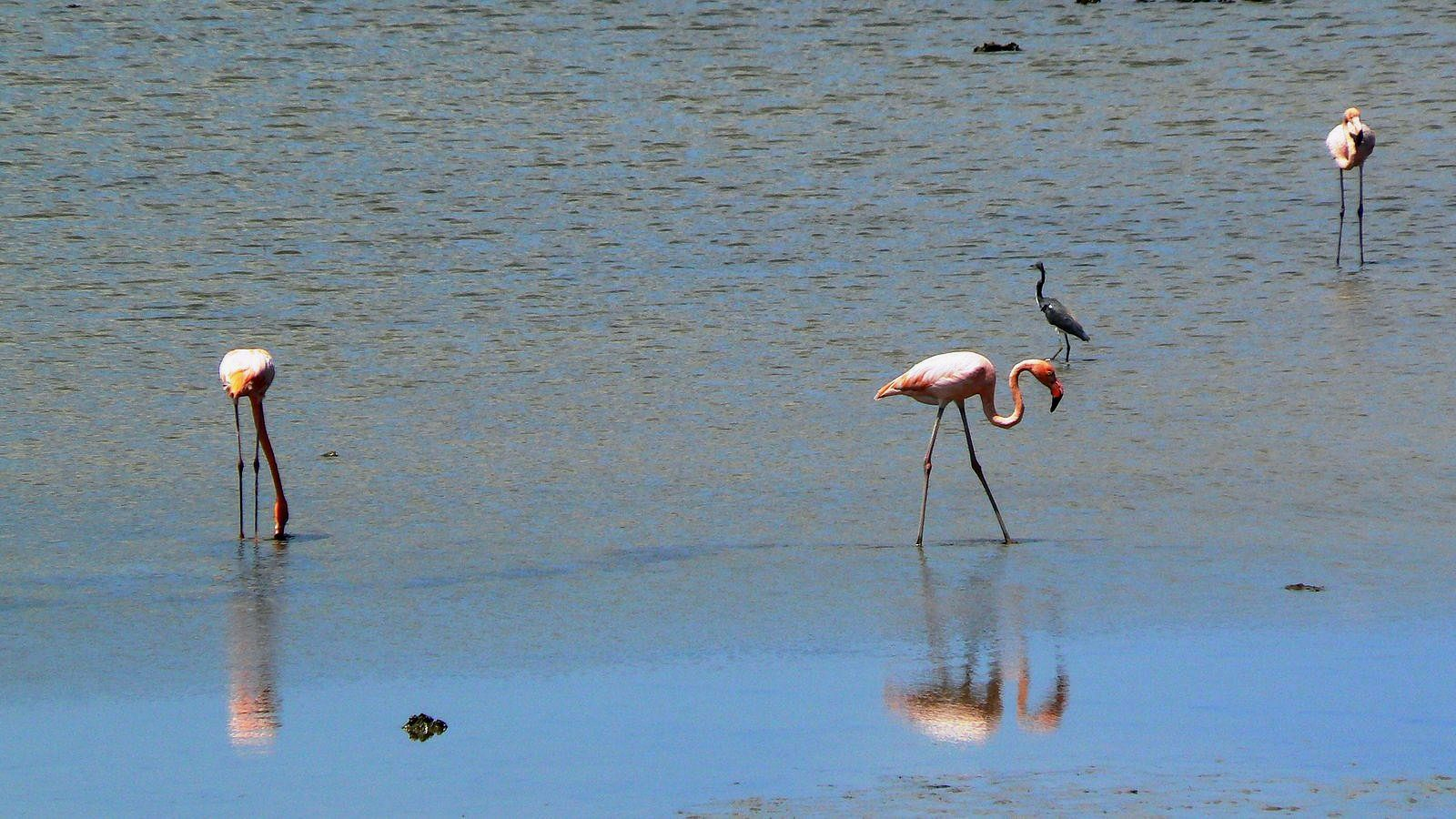
Flamingo's op de zoutpannen
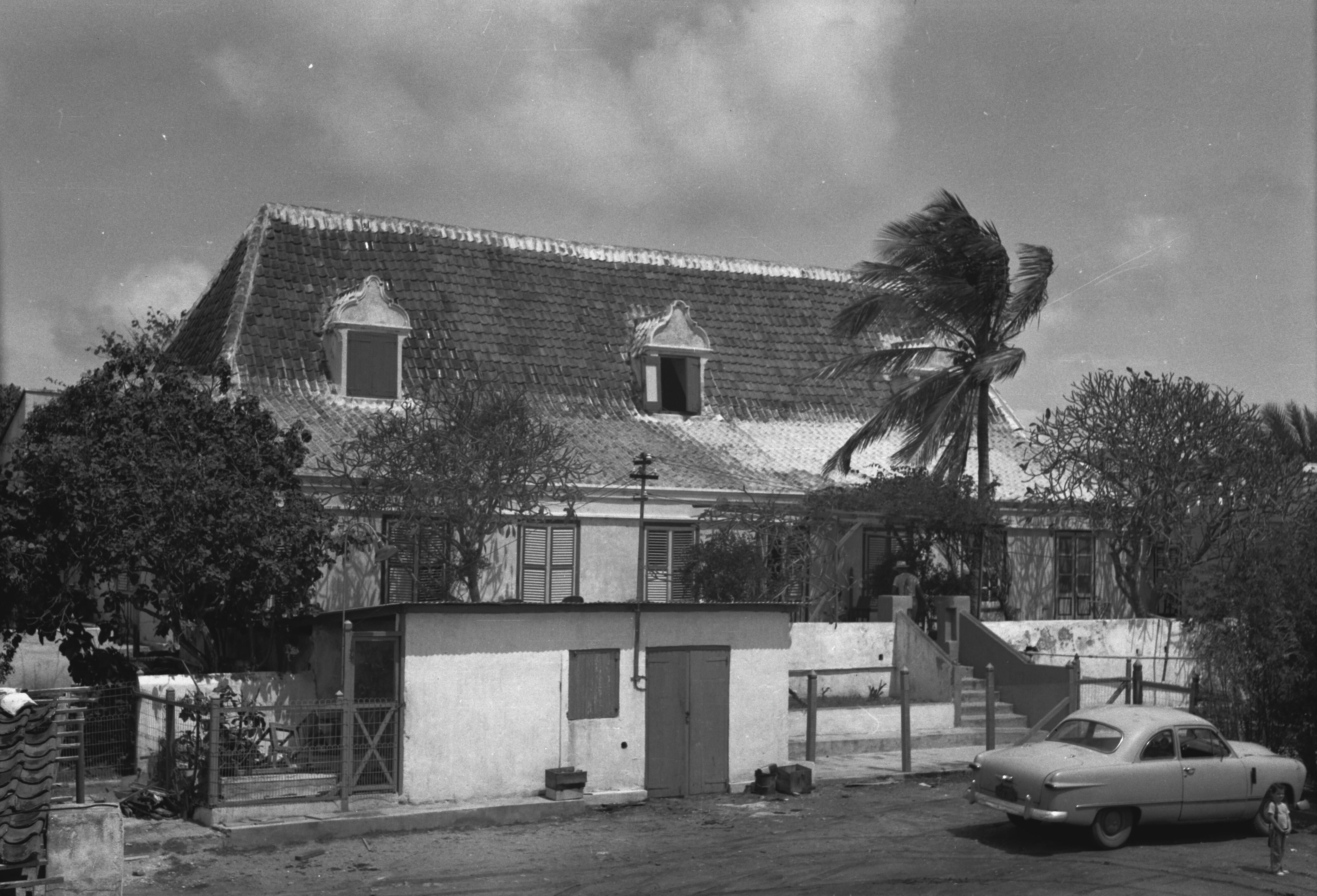
Landhuis Jan Thiel (1954)
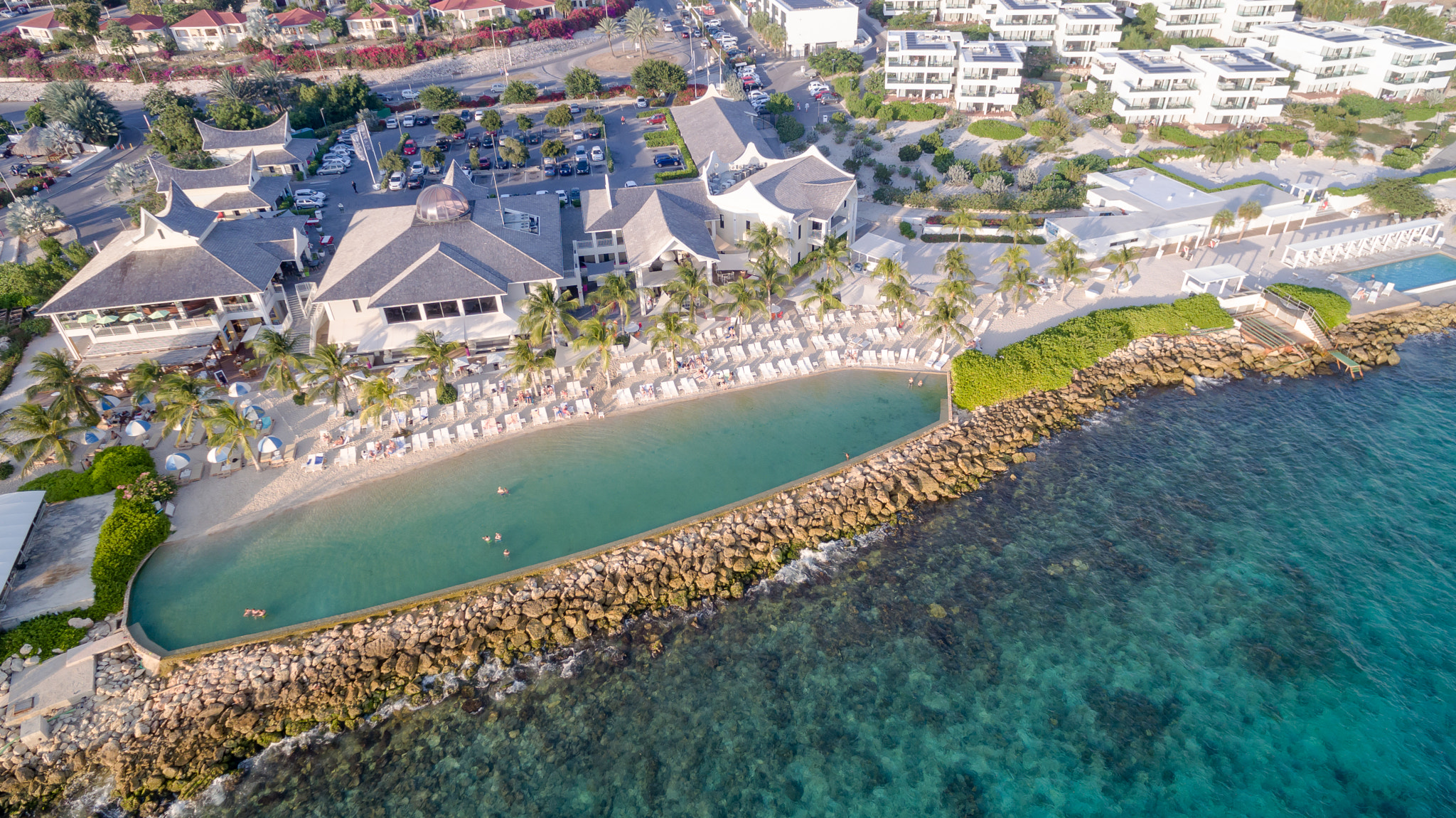
Hotels van Jan Thiel